# デヴィッド・ボウマン・シュネーダー
デヴィッド・ボウマン・シュネーダー（David Bowman Schneder、1857年2月23日 - 1938年10月5日）は、アメリカ合衆国出身の宣教師で、合衆国・ドイツ改革派教会から派遣され、日本で活躍した。東北学院三校祖のひとり。

## 来歴
1857年、ペンシルベニア州に生まれる。1882年にフランクリン・アンド・マーシャル大学を卒業し、1879年にランカスター神学校を卒業。その後、アメリカ国内で4年間牧師を務めた。
1887年（明治20年）、ドイツ改革派教会より日本の宮城県仙台区（1889年より仙台市）に派遣される。1886年（明治19年）に仙台区に開校された仙台神学校（現・東北学院）に赴任し、押川方義とW.E.ホーイに協力して仙台神学校の経営を行う。この3名が東北学院の重鎮となる。
1887年（明治20年）に山形県南村山郡山形（1889年より山形市）に開校された山形英学校の英語教師もJ・P・ムーアと共に兼任した。
1889年（明治22年）、宮城県宮城郡七ヶ浜村（現・七ヶ浜町）にF.W.ハーレルらと別荘地（現・高山外国人避暑地）を拓いた。
1901年（明治34年）に、押川の後を継いで東北学院第2代目院長に就任する。在位35年間に、中学部、高等部、神学部を整備し、私塾的な学校を総合的なキリスト教主義教育機関に育て上げた。
1919年（大正8年）には旧中学校舎を建設。1923年（大正12年）には新校舎、1926年（大正15年）に専門部校舎、1932年（昭和7年）に礼拝堂を建設した。また、伝道者としても仙台教会（現、日本基督教団仙台東一番丁教会）を設立した。
これらの活動が評価され、フランクリン・アンド・マーシャル大学より名誉神学博士号を授与され、アーサイナス大学より名誉法学博士号を授与された。
日米間を往復して1920年代のアメリカの日系移民排斥問題（排日移民法参照）の解決に取り組んだ。1936年（昭和11年）には東北学院の院長を辞任し、名誉院長に就任する。一時帰米ののち1938年（昭和13年）6月再び仙台に戻り、翌月4日に「滞日50年の思ひ出」と題する講演（NHK仙台放送局を通じて全国中継）を行った。同年10月に狭心症で死去。仙台市内のキリスト教墓地に埋葬された。

## 栄典
- 勲四等旭日小綬章（1916年10月31日）[2]
- 勲三等瑞宝章（1924年2月11日）[3]
- 勲三等旭日中綬章（1936年6月2日）[2]